# Георгиу, Штефан (общественный деятель)
Штефан Георгиу (рум. Ștefan Gheorghiu; 15 января 1879, Плоешти — 19 марта 1914, Бухарест, Австро-Венгрия) — румынский политический и общественный деятель, социалист, профсоюзный деятель Румынии. Видный деятель румынского рабочего движения.

## Биография
Родился в семье плотника, что стало и его профессией. В молодости примкнул к социалистическому движению и стал членом Клуба рабочих своего родного города. После того, как лидеры Румынской социал-демократической рабочей партии вошли в Национал-либеральную партию в 1899 году, пытался реорганизовать рабочее движение. После распада Социал-демократической партии рабочих Румынии (1899) вёл работу, направленную на восстановление рабочей партии и создание профсоюзов.
В 1903 году отправился в Бухарест, чтобы принять участие в протестах рабочих. Сыграл важную роль в учреждении профсоюзов, был одним из организаторов Генеральной комиссии румынских профсоюзов в 1906 году. В 1907 заочно избран членом Генеральной комиссии профсоюзов Румынии.
Во время Крестьянского восстания в Румынии 1907 года был одним из его инициаторов, призывал к восстанию, был арестован как подстрекатель. В том же 1907 году за революционную деятельность (организацию движения солидарности с крестьянскими повстанцами и социалистическую агитацию среди солдат) приговорён к 6-месячному тюремному заключению, содержался в тюрьмах Плоешти и Галаца.
Ш. Георгиу был членом и лидером социалистических кружков «Трудовая Румыния» и одним из основателей восстановленной в 1910 году Социал-демократической партии, в руководстве которой вёл борьбу с оппортунистами. Выступал против участия Румынии во Второй Балканской войне и перед смертью опубликовал манифест «Война войне» («Война против войны»). Вновь был подвергнут тюремному заключению, однако под давлением общественности выпущен на свободу в связи с ухудшением здоровья. В 1912 году избран секретарём Союза транспортных рабочих Румынии, в апреле 1913 года руководил забастовкой в Брэиле.
Умер от туберкулёза.

## Память
- С 1946 года по декабрь 1989 года Академия политических исследований в Бухаресте носила его имя.
- В 1979 году почта Румынии выпустила марку с его изображением.